# Logorrhée
 (mars 2012).

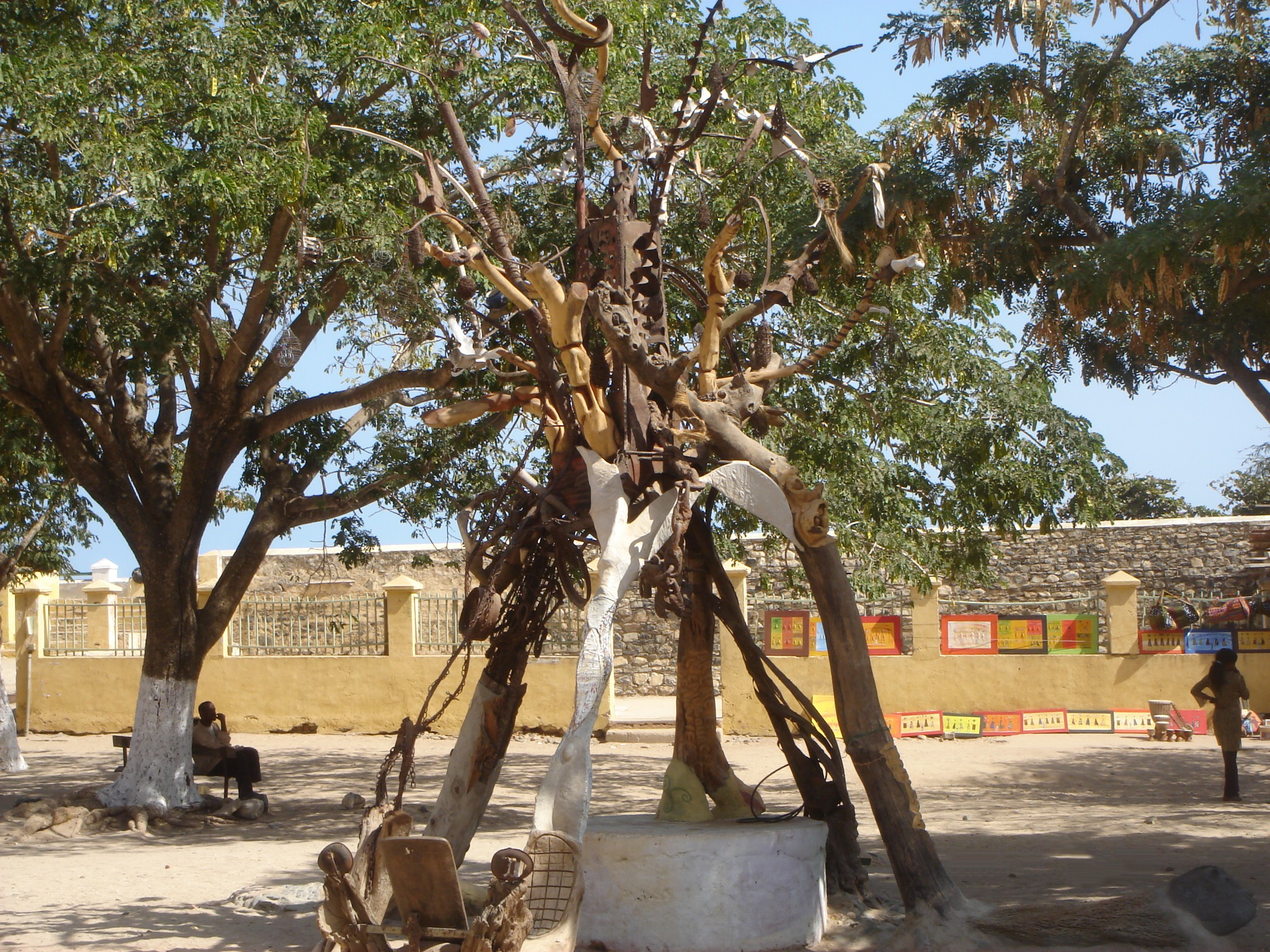
L'Arbre à logorrhée, création artistique collective évoquant l'arbre à palabres (sur l'île de Gorée au Sénégal).

Une logorrhée (de logos, « parole » et de -rrhée, tiré du verbe grec rheî, « couler ») est un flux de paroles. En effet, la logorrhée désigne un écoulement de parole, plus fréquemment utilisé dans le théâtre de l'absurde avec un débit monotone. Ainsi, dans la tirade de Lucky dans la pièce de Samuel Beckett En attendant Godot, la logorrhée est employée.

## Explication
La logorrhée recouvre un besoin fort de parler, souvent de façon incohérente, généralement avec un débit rapide et continu.
Elle peut être associée à certaines maladies mentales, lorsqu'elle prend la forme d'une pulsion irrépressible de parole (troubles bipolaires par exemple). On constate aussi une logorrhée chez les enfants souffrant d'une hydrocéphalie, et chez certains patients atteints d'aphasies réceptives.
Elle recouvre aussi par extension un langage verbeux et peu compréhensible qui couvre des banalités, des incohérences ou contrevérités, ou un manque d'argumentation claire.
On la nomme aussi diarrhée verbale ou incontinence verbale ; un nom qui ne le qualifie certes pas ; voire, en langage populaire, blabla, mot inventé par Paul Gordeaux, journaliste, qui utilisait ce mot dans les salles de rédaction dans les années 1920 pour dire : écrire ou parler pour ne rien dire, par exemple les personnages de La Cantatrice chauve d’Eugène Ionesco (à la fin de la pièce).

## Remarques
Ce flux de paroles sans le moindre sens peut parfois être dû à l'emprise de l'alcool.
Elle peut aussi être due à la consommation de certains psychotropes, mais dans ce cas particulier elle reste en général relativement gérable et semble due à l'effet de désinhibition procuré par les psychotropes consommés.
On parle alors de "tunnel" en argot.
Son équivalent à l'écrit est une Graphorrhée. 